# Harrisburg (Nowy Jork)
Harrisburg – miasto w Stanach Zjednoczonych, w stanie Nowy Jork, w hrabstwie Lewis.